# August Allebé
August Allebé, né à Amsterdam (Pays-Bas) le 19 avril 1838, et mort dans cette ville le 10 janvier 1927, est un peintre et lithographe néerlandais.

## Biographie
August Allebé a enseigné à l'Académie d'Amsterdam, où il a eu parmi ses élèves Gerharda Hermina Marius.

## Œuvres

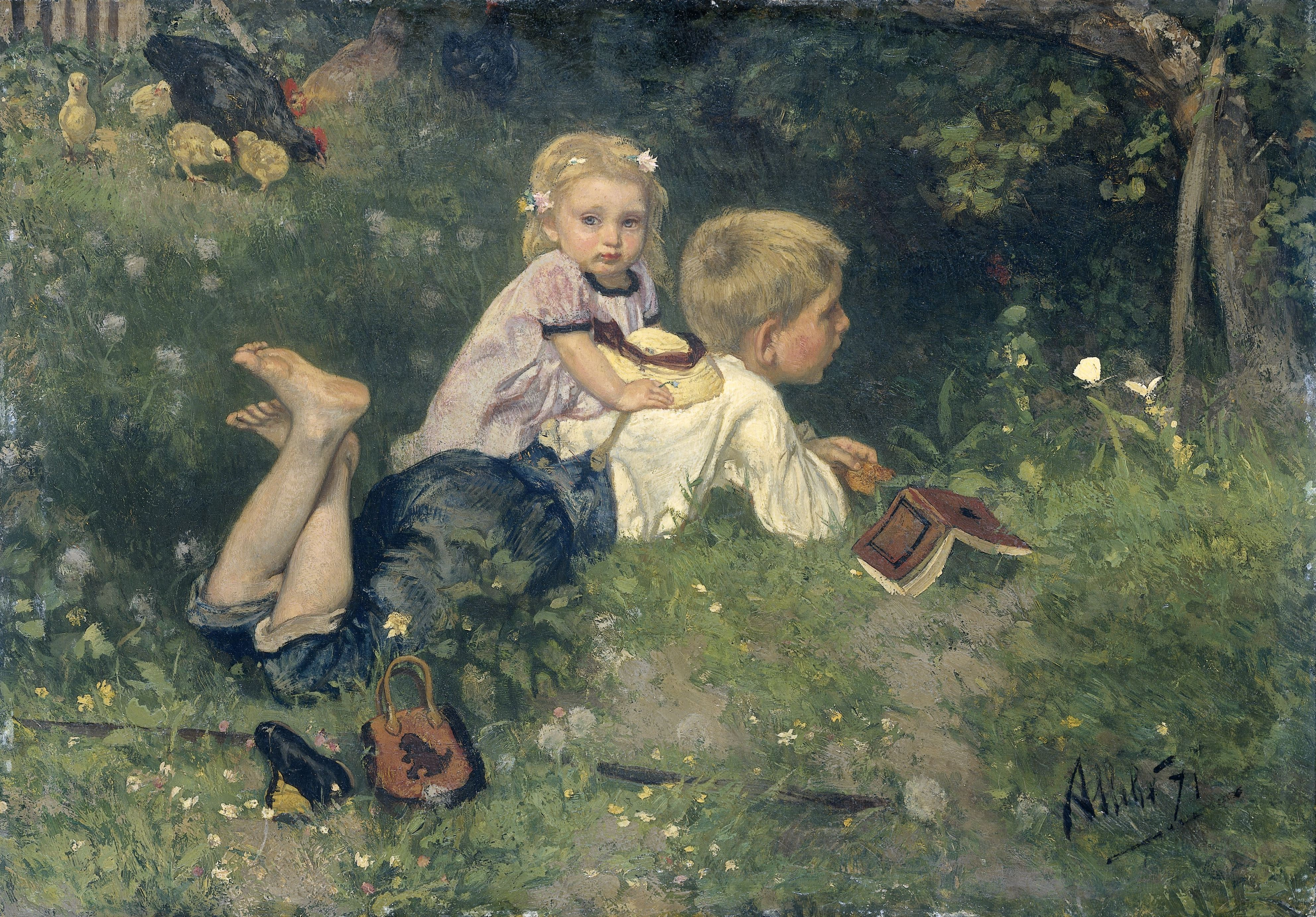
Les Papillons (1871), huile sur panneau, Amsterdam, Rijksmuseum.
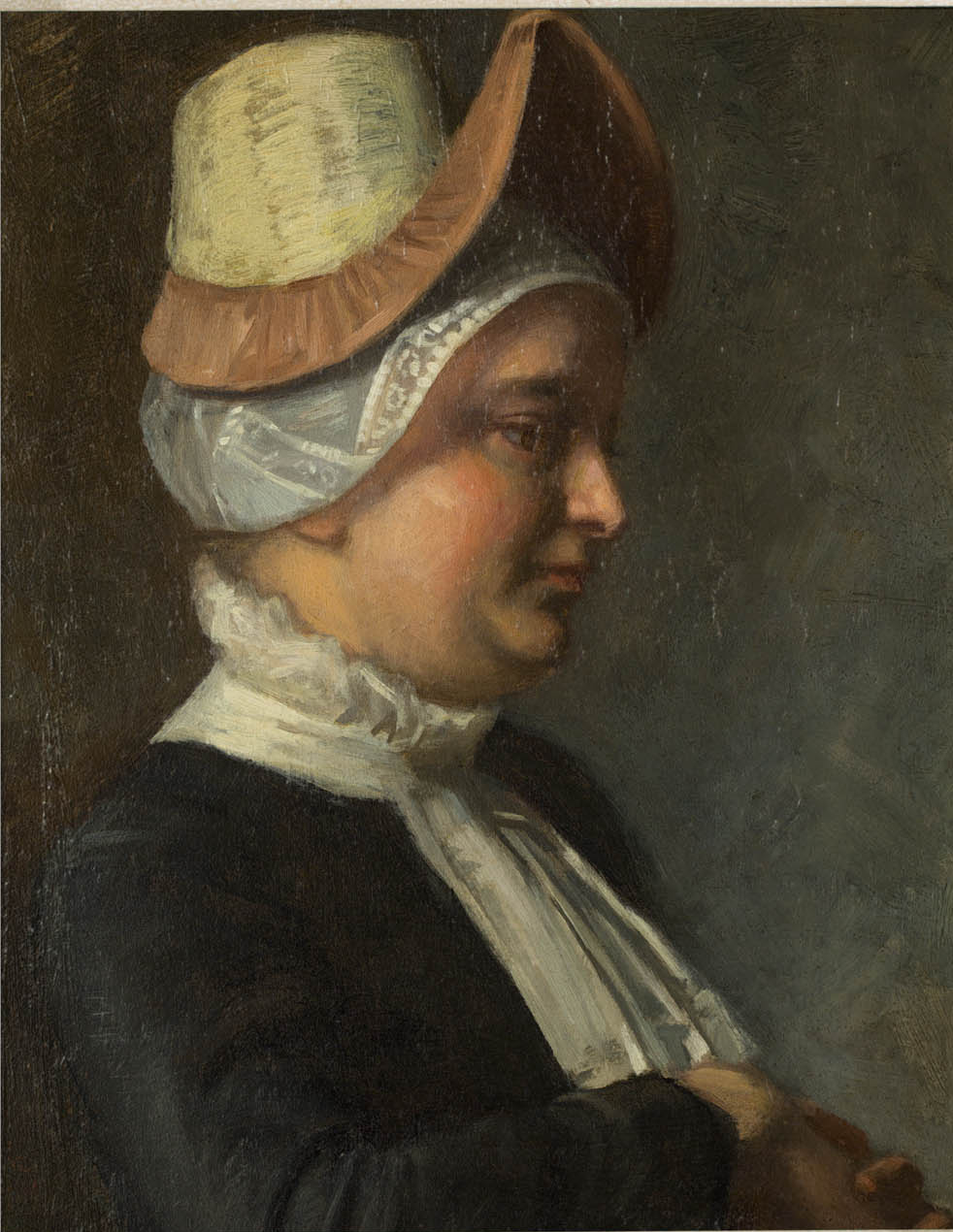
Paysanne de Frise-Occidentale en costume traditionnel (avec un hul sous son chapeau), 1904.